# 小霜和也
小霜 和也（こしも かずや、1962年10月22日 - 2021年9月22日）は、日本のコピーライター、クリエイティブ・ディレクター。

## 略歴・人物
1962年兵庫県西宮市生まれ。1986年東京大学法学部卒業、同年博報堂入社。
1998年退社。同年（株）スリースピリッツ・（有）コモクリエイティブ設立。 2002年（株）小霜オフィス設立。 
2009年、アートディレクター・クリエイティブディレクターの米村浩とノープロブレム（同）設立。
マス・Webを統合する広告キャンペーンに多く携わっている。
2018年より内閣府政府広報アドバイザー。
電通デジタル顧問。
児童養護施設の孤児たちの学費支援を続けており、震災後は食事のデリバリーや本などを携えて被災地に入った。
家庭では3人の子の父親。「読む本の9割はマンガ」というだけあって、「マンガ書庫」と呼ぶ部屋まである。
2013年に希少がんである軟部肉腫を発症。闘病生活を続けながら活動していたが、2021年9月22日7時5分死去。58歳没。

## 主な仕事
- PlayStationシリーズ[1]
- キリン　一番搾り[1]
- 積水ハウス
- やる気スイッチグループ　他

## 著書
- 『欲しいほしいホシイ』（インプレスジャパン）
- 『ここらで広告コピーの本当の話をします。』（宣伝会議）
- 『急いでデジタルクリエイティブの本当の話をします。』（宣伝会議）
- 『恐れながら社長マーケティングの本当の話をします。』  (宣伝会議）

## 映画
- 「潜伏 SENPUKU」脚本（2013年公開）[5]

## ゲーム
- 「PlayStation 2 Operator’s side」シナリオ　ファミ通殿堂入り
- 「PocketStation PAQA」企画シナリオ

## 作詞 (小霜和隆名義）
- 1996年10月10日 「次の夢」 中西圭三 　日産・ステージア CMソング
- 1997年9月24日 「愛はいま」 中西圭三 　日産・ステージア CMソング
- 1997年8月6日  「Hi-Fi」SMAP

他